# Gian Paolo Callegari
Gian Paolo Callegari (* 7. März 1909 in Bologna; † 1982) war ein italienischer Dramatiker, Drehbuchautor und Filmregisseur.

## Leben
Callegari war nach seinem Studium der Rechtswissenschaften als Journalist und Filmkritiker für La Tribuna tätig; daneben erlangte er als Theaterautor einiges Ansehen mit für damalige Zeiten ungewöhnlichen Stücken wie die Romanze La pista di carbone oder seine Dramen Cristo ha ucciso und Le ragazze bruciati verdi.
Seit 1939 war er auch für den Film tätig, dabei schrieb er an die dreißig Drehbücher, oft für Genrefilme. Seine erste Regiearbeit tätigte er 1952 und drehte einige kommerziell erfolgreiche, jedoch nur mäßig interessante Filme. Zwischen 1961 und 1969 war er auch mit vier Stoffen für das Fernsehen aktiv.

## Filmografie (Auswahl)
- 1940: L'ebrezza del cielo (Drehbuch und Regieassistenz)
- 1942: Il fanciullo del West (Drehbuch)
- 1950: Stromboli (Stromboli, terra di dio) (Drehbuch)
- 1953: Die Sklaven von Venedig (I piombi di Venezia) (Regie)
- 1953: Der Tempelschatz von Bengalen (Il tesoro del Bengala) (Drehbuch)
- 1954: Die schwarzen Teufel von Romangai (La vendetta dei Tughs) (Ko-Regie)
- 1958: Aufstand der Gladiatoren (La rivolta dei gladiatori)
- 1959: Judith – Das Schwert der Rache (Giuditta e Oloferne)
- 1960: Theseus, Held von Hellas (Teseo contro il Minotauro) (Drehbuch)
- 1962: Maciste im Kampf mit dem Piratenkönig (Maciste contro lo sceicco)
- 1962: Pontius Pilatus – der Statthalter des Grauens (Ponzio Pilato) (Ko-Regie)
- 1963: Die Sklavinnen von Damaskus (L'eroe di Babilonia)
- 1974: Virilità (Drehbuch)